# HEC-RAS
HEC-RAS (de l'anglès River Analisys System) és un programa de càlcul de flux hidràulic unidimensional en làmina lliure, dissenyat especialment per a calcular avingudes hidrològiques en rius.
La versió més recent del programa és la 4.0 beta, i es pot descarregar de franc Arxivat 2005-10-30 a Wayback Machine.. És un programa gratuït, de lliure distribució però de codi tancat.
El programa el desenvolupa l'Hydrologic Engineering Center (HEC, Centre d'enginyeria hidrològica) dels Army Corps of Engineers (Cos d'enginyers de l'exèrcit) dels Estats Units.
Pot treballar tant en canals prismàtics com no prismàtics i permet treballar amb règims permanents o gradualment variables en el temps. El model pot calcular tant règims ràpids com lents i pot considerar efectes de ponts, embassaments, sobreeixidors, etc. El programa aporta forces resultats hidràulics i ofereix també una bona sortida gràfica.
El model de càlcul efectua tres hipòtesis hidràuliques bàsiques:
- El flux és gradualment variat en l'espai, ja que el model donat suposa una distribució hidroestàtica de pressions.
- El flux és unidimensional.
- El pendent és petit.

L'aplicació del model a un riu real en lloc d'un canal comporta també l'acceptació de les següents hipòtesis: 
- La llera és fixa.
- No hi ha transport sòlid.
- La resistència al flux és independent del flux (en realitat, el número de Manning disminueix amb el cabal (i el calat) de manera sensible.